# سرنجی سرخ‌فام
سرنجی سرخ‌فام (نام علمی: Pericrocotus speciosus) یک پرنده گنجشک‌سان کوچک است. این سرنجی در مناطق گرمسیری جنوب آسیا از شمال شرقی هند تا جنوب چین، اندونزی و فیلیپین یافت می‌شود. آنها پرندگان ساکن معمولی هستند که در جنگل‌ها و دیگر زیستگاه‌های پردرخت از جمله باغ‌ها، به‌ویژه در مناطق تپه‌ای، زادآوری می‌کنند. در حالی که نر اکثر زیرگونه‌ها قرمز مایل به نارنجی با روتنه مشکی هستند، ماده‌ها معمولاً زرد با روتنه زیتونی مایل به خاکستری هستند. چندین زیرگونه پیشین در کارهای اخیر به وضعیت گونه ارتقا یافته‌اند. اینها شامل سرنجی نارنجی است. همه زیرگونه‌ها عادت‌های یکسانی در جمع‌آوری حشرات دارند و اغلب در گله‌های غذایابی چندگونه‌ای دیده می‌شوند که معمولاً در گروه‌های کوچک و در بالای تاج جنگل به دنبال غذا هستند.